# 名鉄3900系電車
名鉄3900系電車（めいてつ3900けいでんしゃ）は、かつて名古屋鉄道が1952年（昭和27年）から1987年（昭和62年）まで保有していた電車。
18m2扉の車体を持つ、名鉄の1500V用新造車両としては最後の吊り掛け駆動・AL車（間接自動制御車）である。
主に本線特急用に使用するため増備され、末期は支線への直通列車が主となったが、その中でも他のAL車と比較して優等（高速・急行）列車に使用される割合が高かった。

## 車体
ウインドウ・シル/ヘッダー付き、張り上げ屋根の車体である。名鉄としては、台枠を強固に製作し、その上に車体を構築する旧来方式で製作した車両はこの3900系が最後となる。なお中間車は先頭車と設計が異なる（扉・窓配置は先頭車がd2D5D2に対し中間車は2D6D2。扉横の窓のうち編成の中心からみて先頭側の1枚ずつが戸袋窓）が、これは3850系の、扉・窓配置を運転台を除いた客室部分で前後対称になるようにした設計を踏襲したため。このように先頭車と中間車とで扉位置・窓数ないし窓寸法を違える手法についても本形式が最初である。
ほぼ同一の車体構造・外観を持つ3850系が車体更新等で様々な改造を受け、末期はすべての車両が原形を留めていなかったのに対し、この3900系は4編成とも大きな改造を受けておらず、廃車まで製造当初の原形をほぼ維持していた（目立った改造は前照灯の2灯化と側窓のアルミサッシ化程度）。ただしク2903のみ高運転台に改造されており、前面が更新後の3850系に酷似していた。

## 内装
いわゆるボックス型のセミクロスシートで、最初から戸袋窓部分のみはロングシートであった。後に客扉の両側ともロングシートとなった。本系列の中間車の座席定員（当初76名、末期72名）は歴代の名鉄車両で最多であった。内装には当時発売（製造開始）されて間もないデコラ化粧板が使用された。また、室内灯には名鉄車両で初めて蛍光灯が採用され、従来車とは比較にならないほど明るい車内となった。蛍光灯の配列は天井中央に40Wのものが切れ目なく1列（当初はカバー付きであったが後年撤去）で、本形式だけの特徴であった。

## 台車
台車の中でも特に重い（1台約7t）とされる「ゲルリッツ式台車」FS-107を使用していた。
- モ3901 - 3903、モ3951 - 3953 … 動力台車：FS-107（ゲルリッツ式、軸距2,400mm）
- ク2901 - 2903、サ2951 - 2953 … 付随台車：FS-13（ペデスタル式、軸距2,100mm）
- ク2904・2905、モ3954・3955 … すべての台車：FS-16（ペデスタル式、軸距2,300mm）

## 編成
当初はモ3900(Mc)-ク2900(Tc)の2両編成であったが、翌年（1953年）に中間車を増備して、3400系とほぼ同時期に名鉄初の4両固定編成となる。
- モ3901(Mc)-サ2951(T)-モ3951(M)-ク2901(Tc)
- モ3902(Mc)-サ2952(T)-モ3952(M)-ク2902(Tc)
- モ3903(Mc)-サ2953(T)-モ3953(M)-ク2903(Tc)

- ク2904(Tc)-モ3955(M)-モ3954(M)-ク2905(Tc) ※次期高性能車（5000系）開発用の試験車両

全車ともメーカーは日本車輌製造である。

## 沿革

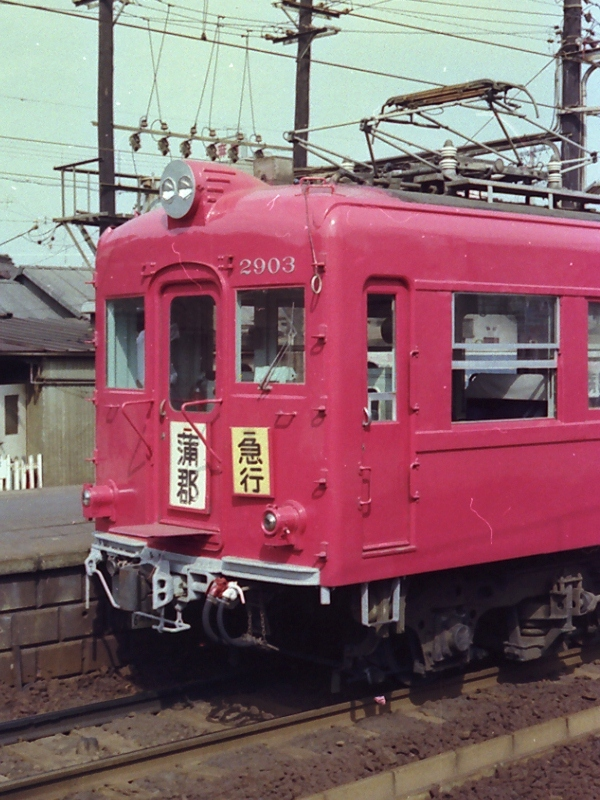
高運転台化改造を施工されたク2903

1952年（昭和27年）に2両編成で登場。翌1953年（昭和28年）には中間車を増備して4両編成となった。この時、パンタグラフは3400系と同様両先頭車であるモ3900・ク2900に装備され、モ3950形はク2900形から給電される方式となった。主制御器は、当初は3500系モ3500形（初代）の電装解除に伴い発生した芝浦製油圧カム軸式PB2、のち標準品の東洋電機製電動カム軸式ES-568に交換され、いずれも3850系とは異なる。機器の相違と車体の若干の軽量化によって、モ3900形の自重は39.5tとなり3850系に比べて約5t軽くなった（ク2900形は2t軽い30.0t）。
1954年（昭和29年）には4両編成が1編成増備されたが、この編成は次期高性能車（5000系）開発に向けた試作（試験）車との位置付けであったため、電動車を中間に集約し、制御装置は三菱電機製ABFM電磁空気単位スイッチ式多段制御（直列10段・並列8段・弱め界磁3段）、発電ブレーキ併用電磁自動ブレーキとなった。なお、パンタグラフはク2900（両端の車両）に装備されていた。この編成のみ当初は他車と連結不可能で、1974年に連結化改造が施された。発電ブレーキは存置され、特例として電制使用時は最高速度105km/hが認可されていたが、実際はカットして走ることが多かった。なお、先に製造された3編成は前述のように主制御器が3500系モ3500形（初代）の電装解除に伴い発生した中古品であったが、この第4編成は中古品を利用しなかったため、名鉄の1500V用吊り掛け駆動・AL車（間接自動制御車）の最後の完全新造車両となった。
廃車後、台車や他の機器は3300系（2003年（平成15年）廃車）や6750系（2011年（平成23年）廃車）に流用されている。最終期には一部、中間車が先に廃車されたため登場時と同じ2両組成に戻った編成もあった。

## その他
- 5000系以降の高性能車がSR車と呼ばれるのに対し、OR車（オールドロマンスカー）と社内で通称されていた。当初は3850系・3900系を指していた[3]が、後年は車両運用面でAL車の4両固定編成（当形式と3400系、7300系のうち4両固定の3編成）を総称してOR車と呼んでいた。
- 名鉄AL車で大勢を占めた東洋電機製や日車製のマスコンはハンドルが小振りなものであったが、3850系と3900系第4編成だけはABFM型の標準的なサイズのものを備えていた（ノッチ数は他のAL車と同じ3ノッチ：1.直列起動 2.直列最終 3.並列弱め界磁）。ただし、このマスコンハンドルは、主制御器と同様、3300系や6750系には流用されていない。